# Финрод Фелагунд
Финрод Фелагунд је измишљени лик из књиге Силмарилион. Он је био Вилењак који је живио у Првом добу сунца. Његов отац је Финарфин. Финрод је слиједио Феанора у походу на Средњу земљу са својом браћом и сестром Галадријелом, иако је њихов отац остао у Валинору. Финрод је од Валара Улма добио инспирацију да сагради скривено краљевство Нарготронд. Нарготронд се налазио у западном Белерианду, и био је највеће краљевство Вилењака у Првом добу.  Он је први од Вилењака срео људе и склопио  пријатељство са њима. Током битке Изненадног пламена, Финорд се нашао у опасности, опкољен Орцима. Едаин Барахир га је спасао, а Финрод му је дао један смарагдни прстен и обећао му је да ће увијек помоћи њему и његовим наследницима. Након неколико деценија, Берен, син Барахиров, је дошао да моли за помоћ краља Финорода. Наиме, Берен је по налогу Тингола од Доријата морао да отме један Силмарил од Мелкора да би добио руку Тинголове кћерке Лутијене. Финрод је пристао да му помогне, иако су се у његовом дворцу налазили Келегорм и Куруфин, синови Феанорови, који су се заклели да ће прогонити свакога ко покуша да задржи Силмарил за себе. Када је Финрод питао своје људе ко жели да пође са њим, само десеторица су пристала. Берен и Финрод су напредовали према Ангбанду, када их је на Острву вукодлака заробио Саурон. Саурон је слао вукодлака да сваке ноћи прождере једног од њих, све док не открију своје намјере и идентитет. Десеторица Вилењака су била поједена, али је Финрод заклао вукодлака зубима, иако је и сам погинуо. Када је Лутијена дошла, поразила Саурона и ослободила Берена, Берен је направио гроб за краља Финрода Фелагунда. Финрод је касније васкрснуо у Аману, и оженио се Вилењакињом Амарие.